# Witomin
Witomin (dawniej Frydrychowo, niem. Friedrichsberg) – kolonia w województwie warmińsko-mazurskim, w powiecie mrągowskim, w gminie Mrągowo. Miejscowość wchodzi w skład sołectwa Boża Wólka. W latach 1975–1998 miejscowość administracyjnie należała do województwa olsztyńskiego.
Do 2023 miejscowość była częścią wsi Boża Wólka.
Osada powstała w 1804 r. Dawniej był to folwark, należący do majątku Boże. W 1838 r. w folwarku były dwa domy i 58 mieszkańców. Frydrychowo w 1929 r. zmieniło nazwę na Witomin. W 1973 osada należała do sołectwa Boża Wólka.